# Свици
Свици (лат. Lampyridae) су породица инсеката која припада реду тврдокрилци (Coleoptera). То су крилате бубе које се обично називају свици због очигледног коришћења биолуминисценције током ноћи зарад привлачења партнера или плена. Свици производе „хладно светло”, без инфрацрвене или УВ фреквенције. Ова хемијски произведена светлост са стомака може бити жута, зелена или бледоцрвена, са таласном дужином од 510 до 670 нанометара.
Око 2.000 врста свитаца постоји у пределима са умереним и тропским климатским условима. Многе насељавају мочваре или влажне, шумовите области, где њихове ларве имају обилне изворе хране. Њихове ларве често емитују светлост и често се називају „светлећи црви” у Евроазији и другим регионима. У Америци, „светлећи црв” се такође односи на породицу Phengodidae. Код многих врста, како мушки, тако и женски свици имају способност да лете, али код неких врста женке не лете.

## Биологија
Свици су најчешће смеђе боје и меког тела, често са надкрилима или предњим крилима која имају више коже него код других буба. Иако су женке неких врста сличне мужјацима, ларвни облик женке се среће код многих других врста свитаца. Најпознатији свици су ноћни, иако постоје многе врсте које су дневне. Већина дневних врста не луминисценцира; међутим, неке врсте, које остају у сеновитим местима могу да производе светлост.
Неколико дана након парења женка полаже оплођена јаја на или испод површине земље. Јаја се излегу кроз три-четири недеље и ларве се хране до краја лета. Ларва се обично назива светлећи црв (не треба мешати са врстама из породице Phengodidae или из рода Arachnocampa). Ларве Lampyridae имају једноставне очи. Термин светлећи црв се такође користи за одрасле, као и за ларве врста као што су обични европски свитац (Lampyris noctiluca), код ког само женке које не лете сијају јарко, а мужјаци који лете сијају слабо и повремено.
Свици хибернирају током зиме у стадијуму ларве, код неких врста и по неколико година. Неки то раде под земљом, док други проналазе места на кори или испод коре дрвећа. Они се појављују у пролеће. После неколико недеља храњења другим инсектима, пужевима и црвима, они се учауре на једну до 2,5 недеље и постају одрасли. Ларве већине врста су специјализовани предатори и хране се другим ларвама, копненим пужевима и голаћима. Неки од њих су толико специјализовани да су развили доње вилице које обезбеђују да се сокови за варење директно излучују у плен. Исхрана одраслих варира: неки од њих су предатори, друге се хране биљним поленом или нектаром. Неке врсте као што је европски свитац (Lampyris noctiluca), немају уста.
Већина свитаца је прилично непријатног укуса, а понекад и отровна за кичмењаке. Разлог је група стероида пирона познатих као lucibufagins, који личе на срчане стимулансе bufadienolides који се налазе код неких отровних жаба.

### Светлост и хемијски процеси
Производња светлости код свитаца се дешава због хемијске реакције која се назива биолуминисценција. Овај процес се одвија у специјализованим светлећим органима тела, по правилу, на доњем делу стомака свитаца. Ензим АТП-хидролиза делује на Д-луциферин у присуству магнезијум јона, АТП-а и кисеоника и производи светлост. Генетски код ових супстанци је укључен у различите организме. АТП-хидролиза свитаца се користи у форензици и у медицинске сврхе — посебно, за откривање присуства АТП-а и магнезијума. Сви свици светле као ларве. Биолуминисценција има другачију функцију код ларве Lampyridae у односу на функцију код одраслих. Изгледа као да је упозоравајући сигнал за предатора, јер многе ларве свитаца садрже хемикалије које су непријатног укуса или токсичне.
Првобитно се мислило да се светло код одраслих буба користи за упозорење, али данас се сматра да је главни циљ избор партнера. Свици су класичан пример организма који користи биолуминисценцију за сексуалну селекцију. Код њих постоји више начина за комуникацију са партнером при удварању: стално сијање, треперење и употреба хемијских сигнала невезана за светлосни систем. Сигнал обезбеђује потенцијалним партнерима информације о специфичним сигналима или квалитету партнера.
Неке врсте, посебно свици рода Photinus, Photuris, и Pyractomena, одликују се јединственим удварањем са треперећим шаблонима које емитују мужјаци у потрази за женком. У принципу, женке из рода Photinus не лете, али дају треперећи сигнал као одговор на мужјаке своје врсте.
Тропски свици, посебно у југоисточној Азији, стално синхронизују своје трептаје у великим групама. Ова појава се објашњава фазом синхронизације и спонтаног поретка. Ноћу дуж обала река, у џунглама Малезије, свици синхронизују своју светлосну емисију веома прецизно. Савремене хипотезе о узроцима таквог понашања укључују исхрану, друштвене интеракције и надморску висину. На Филипинима у граду Донсол се током целе године могу видети хиљаде свитаца (тзв aninipot или totonbalagon на биколском). У Сједињеним америчким Државама, један од најпознатијих окупљања свитаца дешава се сваке године у току прве недеље јуна око Елкмонта у Тенесију на Великим димним планинама. Национални парк Конгари у Јужној Каролини је још један домаћин овог феномена.
Женке свитаца из рода Photuris су познате по томе што симулирају треперење парења других свитаца зарад предаторства. Циљане мужјаке привуче оно што изгледа као одговарајући партнер, а затим буду поједени. Из тог разлога, понекад се Photuris назива „фатална жена свитаца”.
Многи свици не емитују светлост. Обично ове врсте воде дневни начин живота, на пример, врсте из рода Ellychnia. Неколико врста дневних свитаца које насељавају претежно сеновита места, на пример, испод високих биљака или дрвећа су луминисцентне. Један од таквих родова је Lucidota.
Свици који нису биолуминисцентни користе феромоне за сигнализацију партнерима. То је потврђено чињеницом, да неке базалне групе не показују биолуминисценцију и радије користите хемијске сигнале. Phosphaenus hemipterus има светлосне органе, али је ипак је дневни свитац и има велике антене и мале очи. Ове карактеристике показују да се феромони користе за сексуалну селекцију, док се светлосни органи користе за упозорења. У току контролисаних експеримената, мужјаци који долазе низ ветар стизали су до женки први, указујући на то да мужјаци путују уз ветар дуж феромонске петље. Откривено је да су мужјаци способни да пронађу женке без коришћења визуелних оријентира када су тестирани у Петријевој шољи која је била залепљена црном траком. Ово као и чињеница да женке не сијају ноћу и да су мужјаци дневни свици доводи до закључка да је сексуална комуникација код P. hemipterus у потпуности заснована на феромонима.

### Систематика
Систематика свитаца као и код многих инсеката је у сталном стању тока, јер се проналазе стално нове врсте. Пет потпородица, горе наведених, су најшире прихваћене, али су предложене и друге, као што су Amydetinae и Psilocladinae. У основи је то учињено у покушају да се преиспита потпородица Lampyrinae, која је постепено постала нешто попут „вејстбин таксона” који обухвата врсте и родове свитаца са несигурним таксономским положајем (incertae sedis). Друге измене су предложене, као што су утапање Ototretinae у Luciolinae, али класификација која је овде представљена се у литератури најчешће може видети и изгледа као стабилан распоред у овом тренутку. Иако је већина група вероватно монофилетска, неке (на пример, племе Photinini) би можда било боље поделити.
Чини се да постоје две групе потпородица: једна која садржи мноштво америчких и неке евроазијске врсте из Lampyrinae и Photurinae, и једна која углавном садржи азијске сачињене од других потпородица. Иако су потпородице у принципу, монофилетске, неколико родова још треба да се разврста у потпородице да би био прецизно представљен еволуциони однос међу свицима.
Породица Rhagophthalmidae из натпородице Elateroidea је слична светлећим црвима. Она је у недавној прошлости, обично сматрана за посебну породицу, али да ли је ово тачно још увек је спорно. Заиста, она може бити једини блиски рођак тајанственом роду свитаца Pterotus, који се понекад сврстава у монотипичну потпородицу.
Род Phausis, обично смештан у племе Photinini из потпородице Lampyrinae, може да представља још један прилично различит род.

### Подврсте
- -{[[Stenocladius azumai keramensis Kawashima and Satou, 2004}-